# Brzozowa (powiat de Mońki)
Pour les articles homonymes, voir Brzozowa.
Brzozowa ( bʐɔˈzɔva] ) est un village polonais de la gmina de Jaświły dans le powiat de Mońki et dans la voïvodie de Podlachie. Il se situe à environ 19 kilomètres au nord-est de Mońki et à 49 kilomètres au nord de Białystok. 
Le village compte approximativement 110 habitants.